# Underwurlde
Underwurlde is een videospel van Ultimate Play The Game (tegenwoordig bekend onder de naam Rare). Het spel werd uitgebracht in 1984 voor de Commodore 64 en de Sinclair ZX Spectrum.
De speler bestuurt het personage (in het Engels: character) Sabreman en moet in de "Underwurlde" op 597 schermen allerlei monsters bestrijden en uiteindelijk het ultieme kwaad verslaan en ontsnappen via een van de drie uitgangen te weten Knight Lore, Pentagram or Mire Mare.

## Ontvangst
| Beoordeeld door         | Platform    | Datum         | Score |
| ----------------------- | ----------- | ------------- | ----- |
| Crash!                  | ZX Spectrum | januari 1985  | 92%   |
| Personal Computer Games | ZX Spectrum | januari 1985  | 90%   |
| Sinclair User           | ZX Spectrum | februari 1985 | 80%   |

In 2004 werd het spel in een speciale editie van het tijdschrift Your Sinclair na stemming ingedeeld op een 17e plaats van beste spellen aller tijden.